# Lac Lesdiguières
Der Lac Lesdiguières ist ein See im Norden der kanadischen Provinz Québec.

## Lage
Der Lac Lesdiguières liegt zentral auf der Ungava-Halbinsel. Der See liegt 140 km nordöstlich der an der Hudson Bay gelegenen Siedlung Puvirnituq. Der Lac Lesdiguières befindet sich im Bereich des Kanadischen Schildes auf einer Höhe von etwa 235 m. Die Wasserscheide zwischen der Hudson Bay im Westen und der Ungava Bay im Osten verläuft durch den See. Der Lac Lesdiguières wird über die sich östlich anschließenden Seen Lac Headwind, Lac Calme und Lac Klotz entwässert. Sein Wasser fließt über die Flüsse Rivière Lepellé und Rivière Arnaud weiter zur Ungava Bay. Ein weiterer Abfluss führt nach Westen zum See Lac Ikirtuuq und weiter zum Fluss Rivière Decoumte. Der Lac Lesdiguières hat eine Fläche von 75 km². Der See ist durch eine große zentral im See gelegene Insel charakterisiert. 

## Namensgebung
Der See erhielt 1946 seinen heutigen Namen. Dieser nimmt Bezug auf Louis de Bonne de Missègle (1717–1760), der bei der Schlacht bei Sainte-Foy fiel und nach Angaben seines Sohnes ein Nachfahre von François de Bonne, duc de Lesdiguières, war.